# 礼纪镇
礼纪镇是中华人民共和国海南省万宁市下辖的一个镇。

## 行政区划
礼纪镇下辖以下村级行政区划单位：

## 交通
- 海南环岛高速铁路：神州站

红群村、合兴村、合丰村、太阳村、农联村、群坡村、礼明村、三星村、贡举村、桥海村、莲花村、竹林村、石梅村、田新村、茄新村、前进农场和先进农场。